# Joan Garí
- Para el ermitaño homónimo de Montserrat, véase Juan Garín

Joan Garí Clofent (Burriana, 1965) es un escritor, doctor en Filología y catedrático de Valenciano en Enseñanzas Medias, que ha cultivado diferentes géneros literarios, entre ellos la poesía (Física dels límits, Poema d'amor en dos temps), el ensayo (La conversación mural (1995), Un cristall habitat (1999), L'única passió noble (2016), el dietario (Les hores fecundes (2002), Senyals de fum (2006)) y, finalmente, la novela (On dormen les estrelles (2005), La balena blanca (2007), El balneari (2013)).
Como escritor, ha recibido varios premios comerciales y también premios de la crítica del Institut Interuniversitari de Filologia y de la Associació d'Escriptors en Llengua Catalana. Entre estos, destaca el Premio Fundesco (1994), premio que se concedía  para ensayos sobre comunicación. 
Desde el punto de vista periodístico, colabora habitualmente en diferentes medios, entre ellos actualmente los diarios Ara y El País. También ha colaborado con El Temps, Levante y el ya desaparecido diario en papel Público, entre otros. Desde 1991 es presidente de la Agrupació Borrianenca de Cultura (fundada en 1954).

## Obras

### Ensayo literario
- Signes sobre pedres (1992)
- La conversación mural (1995)
- Un cristall habitat (1999)
- Un ofici del segle (2000)
- L’única passió noble (2016)
- Sin dios y sin diablo. Antología de artículos para el diario Público (2008-2012) (2018)[3]
- Cosmopolites amb arrels (2021), con fotografías de Ramon Usó[4]
- La vida plenament viscuda. Introducció a la Recerca de Proust (2024)[5]

### Dietarios
- Les hores fecundes (2002)
- Senyals de fum (2006)
- Ser persona. Diari de l'escriptor als cinquanta anys (2022)

### Novela
- On dormen les estrelles (2005)
- La balena blanca (2007)
- El balneari (2013)

### Gran formato
- Viatge pel meu país (2012), con fotos de Joan Antoni Vicent
- La memòria del sabor (2015), con fotos de Ramon Usó
- La despensa perfecta. La cocina de Miquel Barrera (2018)
- València. Els habitants del riu (2020), con fotos de Joan Antoni Vicent
- Borriana i la seua mar (2020), con fotos de Joan Antoni Vicent
- Viatjant Castelló (2022),[6] con fotografías de Joan Antoni Vicent

### Poesía
- Poema d’amor en dos temps (1999)
- Física dels límits (2001)
- En un món sense normes (2023)

## Premios y reconocimientos
- 1994 — Premio Fundesco[2] por La conversación mural
- 1998 — Premio Recvll de retrato literario por Llum, més llum
- 1999 — Premio Ciutat de Vila-real de poesía[7] por Poema d’amor en dos temps
- 2000 — Premi de poesia Vila de Puçol por Física dels límits
- 2000 — Premio de la Crítica del Institut Interuniversitari de Filologia Valenciana[8] por el ensayo Un cristall habitat
- 2001 — Premio de la Crítica de los Escritores Valencianos (AELC)[9] por Un ofici del segle
- 2001 — Premi d'Assaig Mancomunitat de la Ribera Alta[6] por Les hores fecundes
- 2004 — Premi Constantí Llombart de narrativa en valencià[10] por On dormen les estrelles
- 2007 — Premio Joanot Martorell de narrativa (otorgado por el Ayuntamiento de Gandia) por La balena blanca
- 2013 — Premio Ciutat de Vila-real de narrativa por El balneari
- 2013 — Premio Recvll de retrato literario por Manuel Vicent o la frase feliç
- 2016 — Premio Ciutat de Benicarló de narrativa memorialística  por L’única passió noble
- 2017 — Premio de la Crítica dels Escriptors Valencians (AELC) por L’única passió noble
- 2018 — Gourmand World Cookbook Awards en las categorías de mejor chef/restaurante y mejor libro de cocina de España en lengua catalana,[11] por El rebost perfecte. La cuina de Miquel Barrera
- 2022 — Premi Vila de Nules depoesía por En un món sense normes